# Niigata Albirex BB
Il Niigata Albirex BB (新潟アルビレックスBB) è una società cestistica avente sede a Nagaoka, in Giappone. Fondata nel 2000, gioca in B.League.

## Storia
Il Niigata Albirex BB è una squadra di pallacanestro giapponese fondata a Nagaoka nel 2000. In passato ha partecipato a diversi tornei: alla Japan League dal 2000 al 2002, vincendo tutte e due le stagioni, alla JBL Super League dal 2002 al 2005 e alla Bj league dal 2005 al 2016. Attualmente gioca in B3 League, la terza serie del campionato giapponese di pallacanestro.

## Palmarès
- Japan League: 2

2000-01, 2001-02